# Olympische Zomerspelen 2032
De Olympische Zomerspelen van de XXXVe Olympiade zijn aangekondigd om in 2032 gehouden te worden. Feitelijk gaat het om de 32e editie van de moderne Zomerspelen die voor het eerst in 1896 werden georganiseerd. Vanwege de twee Wereldoorlogen zijn drie edities afgelast.
Op 21 juli 2021 tijdens de 136e IOC-bijeenkomst in Tokio werd Brisbane door het Internationaal Olympisch Comité (IOC) gekozen als gaststad van de Olympische Zomerspelen 2032. Brisbane werd voor het eerst aangekondigd als de voorkeurskandidaat onder de nieuwe toewijzingsregels op 24 februari 2021 en het bod kreeg op 10 juli 2021 de formele goedkeuring van de Raad van Bestuur van het IOC. Brisbane werd de organisatie van de Olympische Spelen toegewezen zonder competitie wat met de Spelen van Los Angeles van 1984 voor het laatst gebeurd was.
Het worden de derde moderne Zomerspelen in Australië na de Olympische Zomerspelen 1956 in Melbourne, Victoria en de Olympische Zomerspelen 2000 in Sydney, New South Wales. Het zullen ook pas de tweede Zomerspelen zijn die worden gehouden in een winter op het zuidelijk halfrond, na de Olympische Zomerspelen 2016 in Rio de Janeiro. De vorige twee edities in Australië werden immers in het najaar georganiseerd.

## Mogelijke kandidaten
In tegenstelling tot voorgaande edities selecteerde het IOC Brisbane als voorkeurskandidaat. De keuze om met een voorkeurskandidaat te werken dateert van 24 juni 2019 en werd genomen tijdens de 134e IOC-bijeenkomst in Lausanne. Die nieuwe toewijzingsprocedure, opgenomen in het Olympisch Handvest, zou moeten voorkomen dat kandidaatssteden veel geld uitgeven om de organisatie binnen te halen.
Olympische Zomerspelen
Olympische Winterspelen
Gerelateerd
Olympische Jeugdspelen · Paralympische Spelen · Deaflympische Spelen · Special Olympic World Games
IOC · COA · BOIC · NOC*NSF · NAOC · SOC